# Léon Binet
Pour les articles homonymes, voir Binet.
Ne doit pas être confondu avec Léon Binet (sculpteur).
Léon René Binet, né le 11 octobre 1891 à Saint-Martin-Chennetron (Seine-et-Marne) et mort le 10 juillet 1971 dans le 8e arrondissement de Paris, est un médecin et professeur de physiologie français, spécialiste de la réanimation cardiaque.

## Biographie

### Famille
Son père est Henri Marie Binet, instituteur.
Le 9 octobre 1922, à Paris 7e, Léon Binet épouse Anne-Marie Pradeau. De ce mariage naissent trois fils :
- Jean-Paul Binet (1924-2008), professeur de pathologie chirurgicale à la faculté de médecine de Paris en 1968[2] ;
- Claude Binet, né en 1926, énarque de la promotion 1952 ;
- Jacques-Louis Binet, né en 1932, professeur de médecine à la faculté de médecine de Paris en 1976.

### Formation et carrière
Léon Binet fait ses études secondaires au collège de Provins et sa médecine à Paris. Il est externe des hôpitaux en 1911, interne en 1913, docteur en médecine en 1918 (études interrompues par la guerre) et docteur ès sciences en 1929.

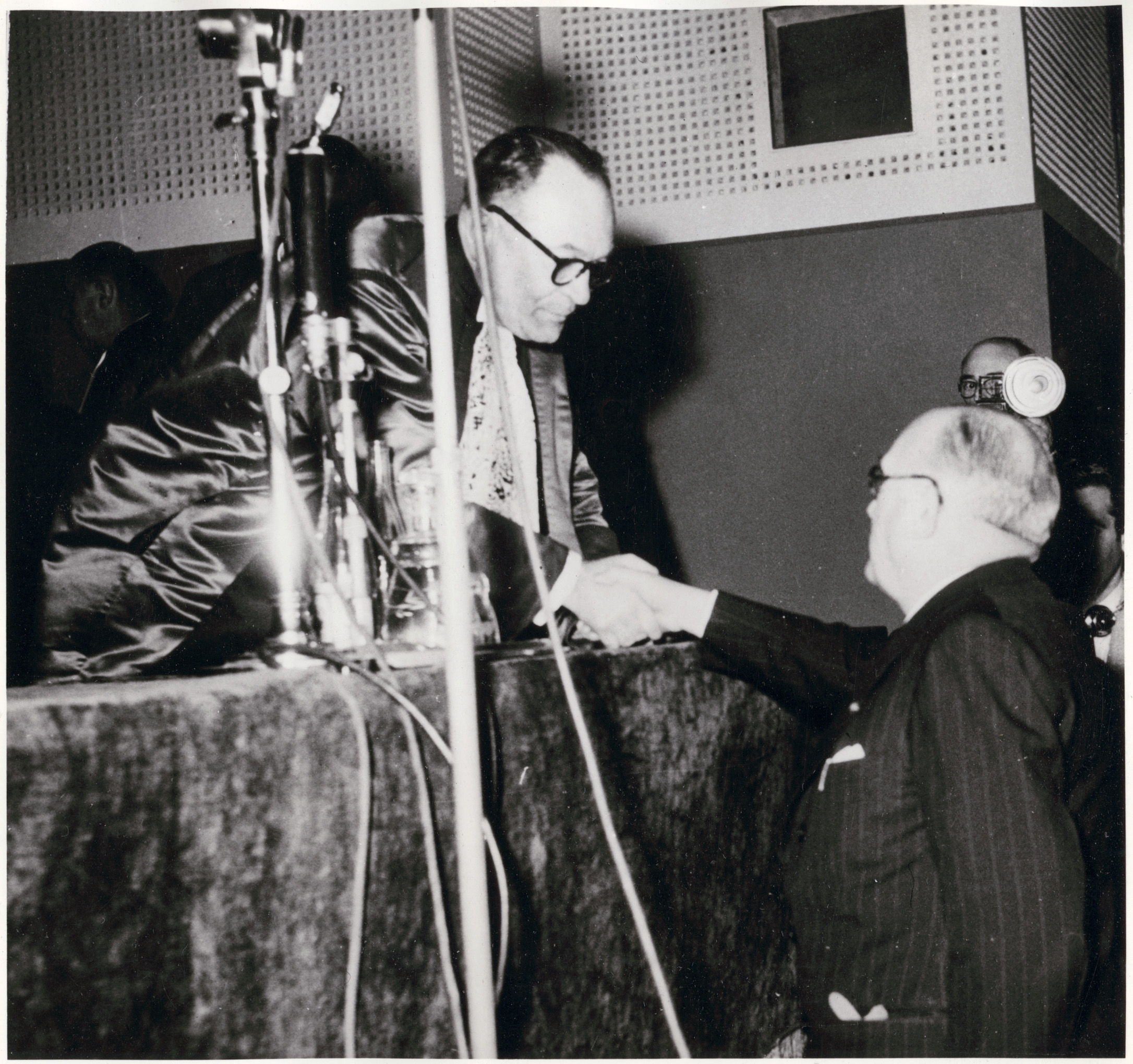
Léon Binet à la fin d'une conférence académique.

À la faculté de médecine de Paris, il est successivement  préparateur des travaux pratiques de physiologie en 1912 ; chef provisoire des travaux de médecine expérimentale en 1916-1918 ; chef   de laboratoire de pathologie expérimentale et comparée ; chargé de cours de physiologie en 1927 puis chef des travaux de physiologie en 1928 ; professeur de physiologie de 1931 à 1968 et doyen de la faculté de 1946 jusqu'à 1968 où il est nommé doyen et professeur honoraire.
Il est médecin des hôpitaux en 1925 ;  médecin chef de service à l'Hôpital Sainte-Périne (1931) puis à l'Hôpital Necker (1932). En 1957, il est nommé médecin honoraire des Hôpitaux.
À partir de 1923, Léon Binet profite de ses vacances dans la maison de sa belle-famille à Saint-Priest-la-Feuille (Creuse) pour rédiger de nombreux livres d'histoire naturelle (Scènes de la vie animale, Au bord de l'étang, Cent pas autour de ma maison, Creuse mon beau pays, Leçons de biologie dans un parc), étudiant et observant la campagne creusoise.
Il est l'un des cofondateurs de l'Association Claude-Bernard avec Gabriel Richet.

### Travaux
Ses travaux portent sur des sujets variés. Dans sa thèse de doctorat ès sciences, il étudie la rate comme organe réservoir de sang.
Léon Binet s'est surtout consacré à l'exploration fonctionnelle de la respiration et à la lutte contre l'asphyxie (oxygénothérapie). Il a mis au point les techniques de la réanimation des blessés avec leur cortège d'agents correcteurs (transfusion sanguine, « sérums artificiels »).
Pénétrant dans les mécanismes intimes de la vie, il étudie l'équilibre hydrominéral, la respiration tissulaire, les oxydoréductions cellulaires, le rôle du glutathion. Grand patron universitaire de la physiologie, Il publie, avec son maître le doyen Roger, un célèbre Traité de physiologie normale et pathologique en 12 volumes, parus de 1926 à 1940.

### Mort
Léon Binet meurt le 10 juillet 1971 dans le 8e arrondissement de Paris. Il est inhumé au cimetière du Montparnasse (division 28).

## Distinctions
Décorations
- Croix de guerre 1914-1918.
- Grand-croix de la Légion d'honneur (1954).
- Commandeur de l'ordre des Palmes académiques.
- Commandeur de l'ordre du Mérite sportif‎.
- Médaille d'honneur des épidémies
- Grande médaille de vermeil de la ville de Paris (1962).

Prix et récompenses
- Prix Montyon 1922.
- Prix Nicolas-Missarel de l'Académie française en 1939 pour Au bord de l'étang[5].

Membre
Léon Binet est membre de plusieurs sociétés savantes :
- Société de biologie, trésorier ;
- Comité des travaux historiques et scientifiques (1925-1933) ;
- Académie des sciences  (1942-1961), président en 1957 ;
- Académie nationale de chirurgie (1940) ;
- Académie nationale de médecine (section des sciences biologiques, 1939, prés. en 1959) ;
- Docteur honoris causa de l'université Laval en 1952[6].

## Publications

### Ouvrages scientifiques
- Traité de physiologie normale et pathologique, Paris, Masson, 1926-1940, en douze volumes.
- Leçons de physiologie médico-chirurgicale, Paris, Masson, 1935-1937.
- Hémorragies, chocs, asphyxies, Paris, Masson, 1941.

### Histoire naturelle et vulgarisation
- La Vie de la mante religieuse, 1931.
- Scènes de la vie animale, 1933.
- Nouvelles scènes de la vie animale, 1934.
- Autres scènes de la vie animale. Voyage en Amérique du Sud, 1935.
- Les Scènes de la vie animale (choix), 1946.

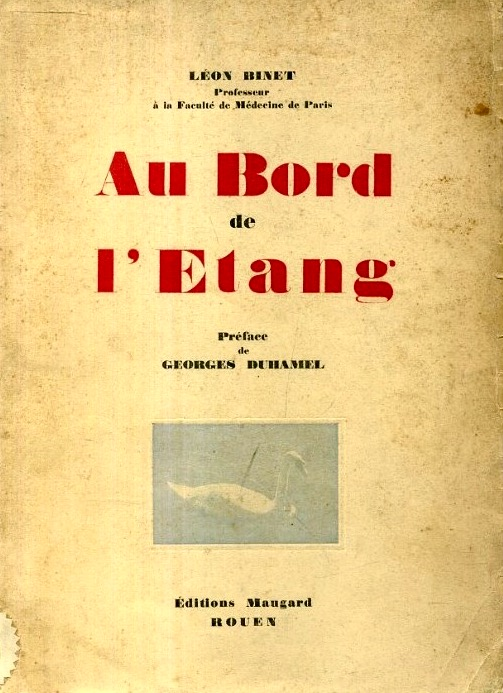
Couverture du livre Au bord de l'étang, 1938.

- Au bord de l'étang, 1938 (préface de Georges Duhamel), prix Nicolas Missarel de l'Académie française.
- En marge des congrès, 1939.
- Les Animaux au service de la science, 1940.
- Cent pas autour de ma maison, biologie de campagne, 1941.
- Comment se défend l'organisme, Que sais-je ? no 5, 1941.
- Problèmes de physiologie comparée (avec François Bourlière), 1948.
- Les grandes découvertes françaises en biologie médicale de 1877 à nos jours (avec René Dujarric de la Rivière, Antoine Lacassagne, André Lemierre, Pierre Mollaret, Louis Pasteur Vallery-Radot), Paris, Ernest Flammarion, coll. « Bibliothèque de philosophie scientifique », 1949.
- Feuilles d'hôpital. Médecine d'hier, médecine d'aujourd'hui. Recherches sur la physiopathologie de l'appareil respiratoire. Avec de l'eau et du sel. Le soufre auxiliaire de la vie. Le besoin d'oxygène. Un service parisien pendant l'occupation, 1940-1944, Paris, Amédée Legrand, 1949.
- Au service de la médecine, 1951 (préface de Louis de Broglie).
- Univers de la biologie, 1951.
- Esquisses et notes de travail inédites de Claude Bernard, recueillies et commentées par Léon Binet, 1952.
- La faculté de médecine de Paris. Cinq siècles d'art et d'histoire (avec Pierre Vallery-Radot), 1952.
- Les Curiosités de la vie animale, 1952.
- Médecins, biologistes et chirurgiens, 1954.
- Le Roman de la mante religieuse, 1954.
- Le Roman du moineau, 1955.
- La Vie des bêtes sur la terre, dans les airs et dans les eaux, 1955 (préface de Georges Duhamel, illustrations de Roger Reboussin).
- Secrets de la vie des animaux, 1956.
- Creuse, mon beau pays, 1958.
- Ce monde passionnant des oiseaux, 1959.
- Leçons de biologie dans un parc, 1961.
- Gérontologie et gériatrie. La lutte contre les années, 1961.
- Mes oiseaux. Biologie et médecine, 1964.
- Un médecin aux champs, 1965.
- Mes conseils de santé, 1968.

## Hommages
Le centre hospitalier de Provins (Seine-et-Marne), ainsi que le principal amphithéâtre du centre universitaire des Saints-Pères (capacité de 1 000 places environ), portent son nom.
Plusieurs municipalités ont attribué des noms de voiries (rues) en hommage à Léon Binet :
- Creuse :
  - Saint-Priest-la-Feuille (23300), 46° 12′ 02,49″ N, 1° 31′ 58,35″ E ;
  - Aubusson (23200), 45° 57′ 25,93″ N, 2° 09′ 38,1″ E.
- Ille-et-Vilaine : Dinard (35800), 48° 36′ 56,51″ N, 2° 03′ 03,61″ O.
- Pyrénées-Orientales : Perpignan (66000), 42° 40′ 00,12″ N, 2° 53′ 30,15″ E.
- Seine-et-Marne :
  - Beauchery-Saint-Martin (77560), 48° 35′ 07,13″ N, 3° 26′ 20,63″ E ;
  - Provins (77160), 48° 32′ 49,19″ N, 3° 17′ 51,92″ E, en tant qu'avenue.